# 미디어지니
미디어지니(Media Genie)는 KT의 계열사인 KT 스튜디오 지니의 자회사였다. 2022년 11월 1일에 스카이TV에 합병되었고, 그달 3일에 폐업되었다.

## 채널 운영
| 채널 명                      | 채널                                        |
| ENA 드라마 (ENA DRAMA)       | 드라마 전문 채널 (구) 드라마 H              |
| ENA 스토리 (ENA STORY)       | 여성중심의 정보, 오락 전문 채널 (구) TRENDY |
| 채널칭 (CHING, 채널아이엔지) | 중국, 무협, 사극 전문 채널                  |
| ONT (아웃도어)               | 아웃도어 전문 채널                          |
| 헬스메디TV (Healthmedi)      | 의학, 건강 전문 채널                        |